# Strychnos tetragona
Strychnos tetragona är en tvåhjärtbladig växtart som beskrevs av Arthur William Hill. Strychnos tetragona ingår i släktet Strychnos och familjen Loganiaceae. Inga underarter finns listade i Catalogue of Life.